# Euleia fratria
Euleia fratria är en tvåvingeart som först beskrevs av Friedrich Hermann Loew 1862.  Euleia fratria ingår i släktet Euleia och familjen borrflugor. Inga underarter finns listade i Catalogue of Life.